# Андалузија
Андалузија (шп. Andalucía) је најјужнија континенална аутономна заједница Краљевине Шпаније. Најпопуларнија је и друга по величини аутономна заједница у Шпанији. аутономна заједница Андалузија је званично призната као једна од шпанских националности. Територија је подијељена на осам покрајина: Алмерија, Кадиз, Кордоба, Гранада, Уелва, Хаен, Малага и Севиља. Главни град покрајине је Севиља.
Граничи се на југу са Гибралтаром, Средоземним морем и Атлантским океаном. На северу са аутономним покрајинама Екстремадуром и Кастиљом-Ла Манчом, на истоку са Мурсијом и на западу са суседном државом Шпаније, Португалијом.
Највиши институционални орган аутономне заједнице је Хунта Андалузије (шп: Junta de Andalucía).
Андалузија је прихватила административну аутономију као једноставнији и бржи процес, који су остале аутономне заједнице (чл. 151 шпанског Устава) ратификовале на референдуму 1980.

## Становништво
| 1970.     | 1981.     | 1991.     | 2001.     | 2011.     |
| --------- | --------- | --------- | --------- | --------- |
| 5.991.076 | 6.441.149 | 6.940.542 | 7.357.558 | 8.371.270 |